# Іпсвіч (Англія)
І́псвіч або І́псуїч (англ. Ipswich) — місто і порт у східній Англії, яке розташоване в естуарії річки Оруелл, що впадає у Північне море. Знаходиться приблизно за 80 миль від Лондона. Адміністративний центр графства Саффолк.
Населення оцінюється у 118 тисяч осіб на 2005 рік; 115 тисяч жителів (1994); 122 тисяч жителів (1970).

## Економіка
Машинобудування (у тому числі сільськогосподарське, землерийне й інше); виробництво мінеральних добрив; поліграфічна, меблева, швейна, харчова промисловість. Природничо-історичний музей.

## Освіта
З 2007 в Іпсвічі працює університет «University Campus Suffolk», що підтримує партнерські зв'язки з Ессекським університетом у Колчестері та Університетом Східної Англії в Норіджі.

## Спорт
У місті базується футбольний клуб «Іпсвіч Таун» (англ. Ipswich Town Football Club; [ɪpswɪtʃ taʊn]). Домашні ігри проводить на стадіоні «Портман Роуд» вмістимістю 30 311 осіб.

## Клімат
| Клімат Іпсвіча          | Клімат Іпсвіча | Клімат Іпсвіча | Клімат Іпсвіча | Клімат Іпсвіча | Клімат Іпсвіча | Клімат Іпсвіча | Клімат Іпсвіча | Клімат Іпсвіча | Клімат Іпсвіча | Клімат Іпсвіча | Клімат Іпсвіча | Клімат Іпсвіча | Клімат Іпсвіча |
| Показник                | Січ.           | Лют.           | Бер.           | Квіт.          | Трав.          | Черв.          | Лип.           | Серп.          | Вер.           | Жовт.          | Лист.          | Груд.          | Рік            |
| Абсолютний максимум, °C | 14,9           | 18,1           | 22,8           | 24,4           | 28,4           | 33,5           | 33,0           | 35,2           | 30,5           | 25,6           | 18,3           | 15,9           | 35,2           |
| Середній максимум, °C   | 7,1            | 7,5            | 10,4           | 13,0           | 17,0           | 20,1           | 22,9           | 22,8           | 19,4           | 14,9           | 10,1           | 7,9            | 14,5           |
| Середній мінімум, °C    | 0,9            | 0,8            | 2,31           | 3,5            | 6,2            | 9,0            | 11,3           | 11,2           | 9,2            | 6,6            | 3,1            | 1,6            | 5,5            |
| Абсолютний мінімум, °C  | −16,1          | −13,9          | −11,1          | −5,8           | −4             | −1,1           | 2,3            | 2,2            | 0,0            | −5,5           | −8,4           | −13,9          | −16,1          |
| Норма опадів, мм        | 52.14          | 34.07          | 41.63          | 42.06          | 41.80          | 51.86          | 35.50          | 49.12          | 51.31          | 58.14          | 56.25          | 54.52          | 569.31         |
| ----------------------- | -------------- | -------------- | -------------- | -------------- | -------------- | -------------- | -------------- | -------------- | -------------- | -------------- | -------------- | -------------- | -------------- |
| Джерело:                |                |                |                |                |                |                |                |                |                |                |                |                |                |

## Персоналії
- Томас Волсі (1470/71 — 1530) — канцлер Англійського королівства в 1515—1529 роках.

## Міста-побратими
- Аррас (Франція)

## Фотографії

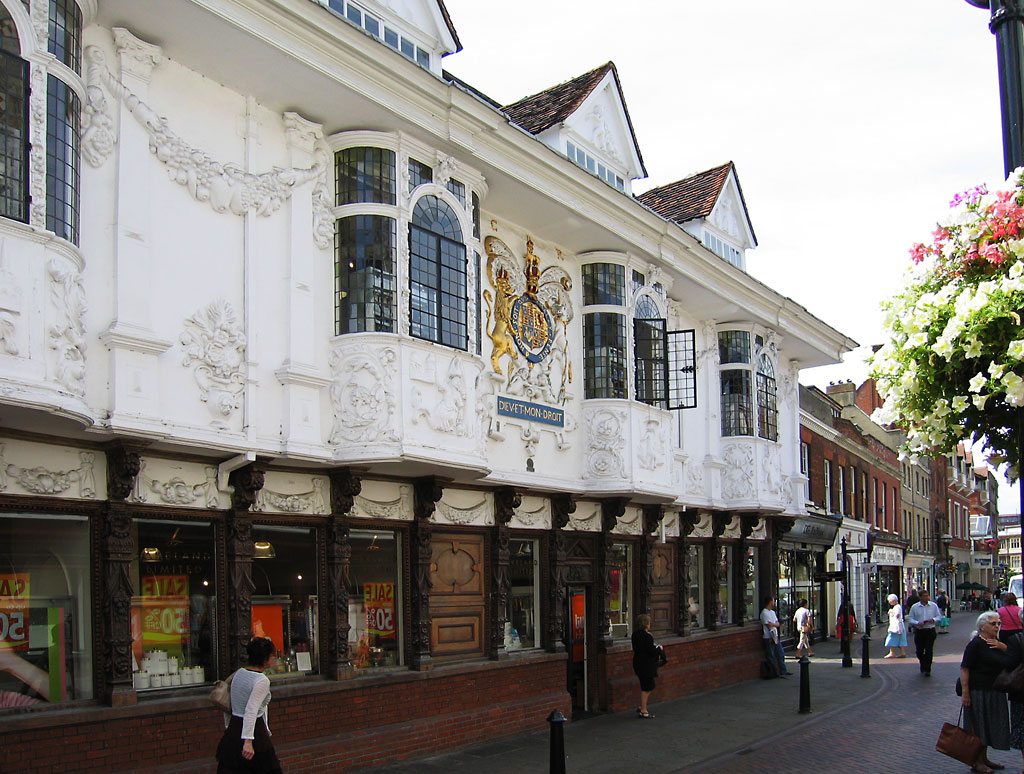
Старовинний будинок
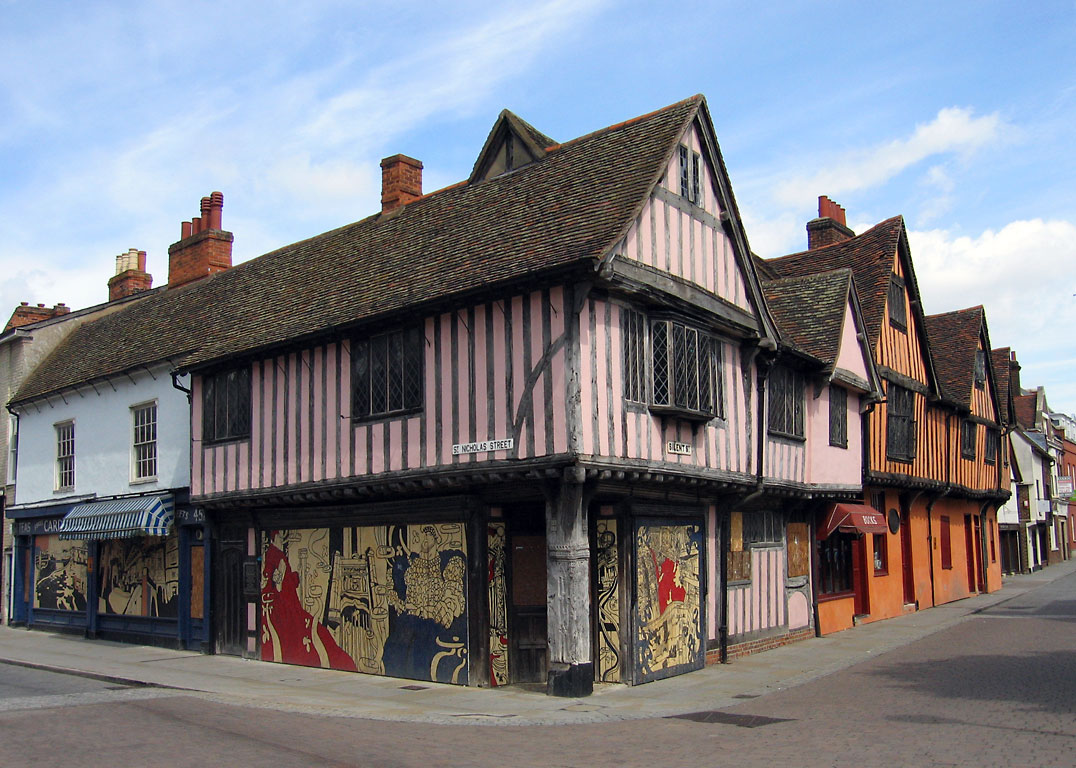